# La Vernarède
La Vernarède è un comune francese di 360 abitanti situato nel dipartimento del Gard, nella regione dell'Occitania.

## Società

### Evoluzione demografica
Abitanti censiti